# Односолодове шотландське віскі

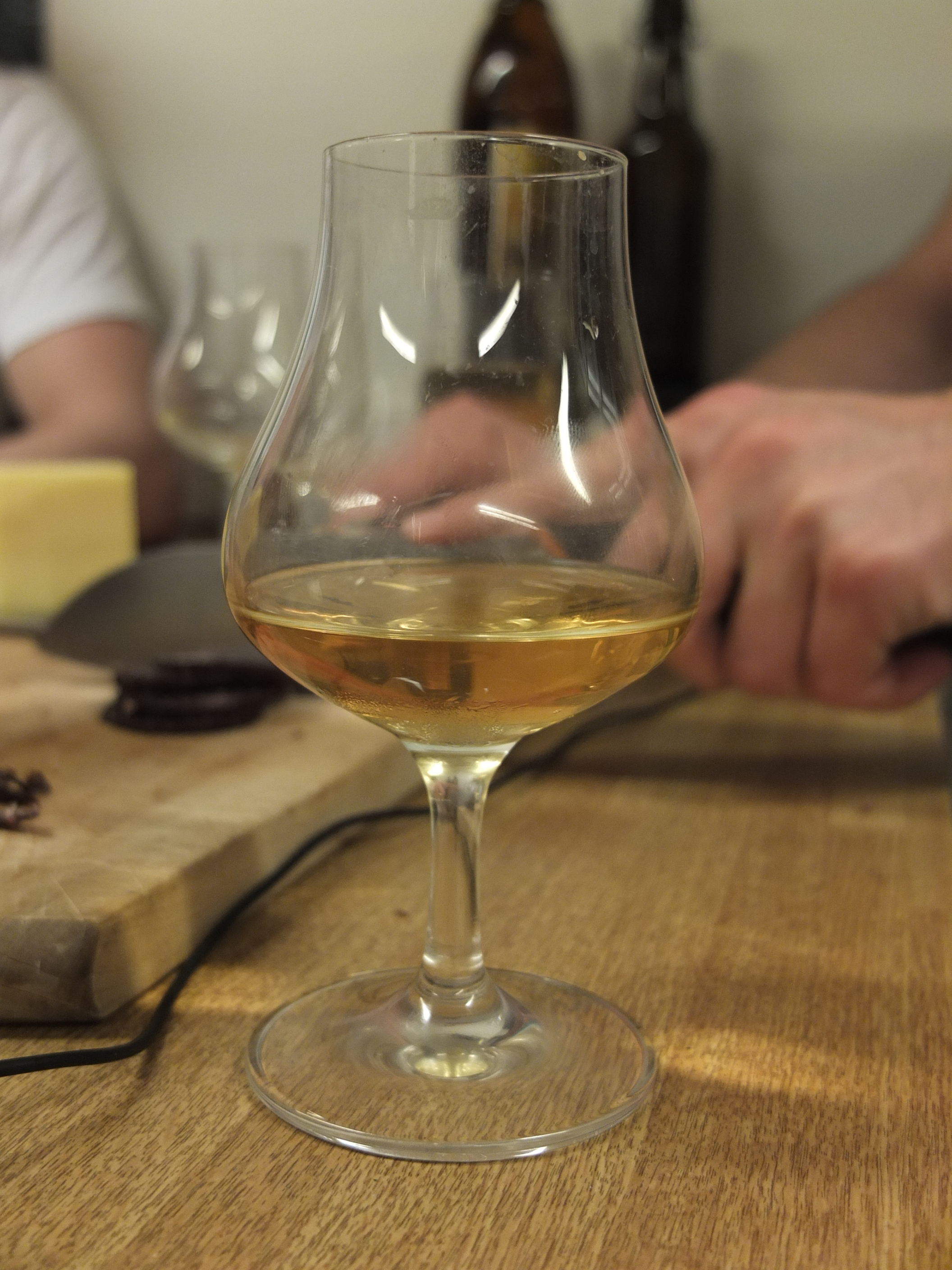
Склянка односолодового шотландського віскі Bowmore 12-річної витримки

Односолодове шотландське віскі (англ. Single malt Scotch) — односолодове віскі, що виробляють у Шотландії. Щоб отримати право називати віскі таким чином, його треба переганяти на одній віскікурні, здійснюючи процес дистиляції у перегонному кубі і використовуючи перетертий солодовий ячмінь. Як і будь-яке шотландське віскі, односолодове шотландське віскі має бути перегнане у Шотландії та витримане у дубових бочках у Шотландії, щонайменше три роки. (Більшість односолодових віскі дозрівають довше.)

## Визначення
- «Одно-» вказує на те, що всі спирти у пляшці вироблені на одній віскікурні. Така віскікурня може поєднувати в пляшці односолодові віскі різної витримки.
- «Солодове» у назві вказує на те, що віскі переганяють із «солодового» ячменю. Солодування передбачає замочування зерна у воді протягом декількох днів, поки воно не проросте. Потім просушуванням зупиняють проростання, часто використовуючи торф як паливо. Інші зерна, такі як жито чи пшениця, можуть бути солодовані для інших видів віскі, але для односолодового шотланського віскі використовують саме ячмінь. Сухий солод подрібнюють у борошно (крупу) і змішують з гарячою водою; цей процес розтирання перетворює крохмаль у цукор. Пізніше додають дріжджі для посилення процесу бродіння. Зрештою, домішки, такі як метанол, видаляються під час перегонки; це також збільшує вміст алкоголю.[4]

Іноді також використовують терміни «подвійосолодове шотландське віскі» (англ. double malt Scotch) або «потрійносолодове» (англ. triple malt). Це позначення вказує на те, що віскі було витримане у двох-трьох типах бочок, але не змішувалося; отже, воно все ще підпадає під визначення односолодового віскі. Більш поширені терміни для цього виду віскі — «подвійна деревина» (англ. double wood) або «потрійна деревина» (англ. triple wood). До таких віскі належать The Balvenie 12 Years Old DoubleWood та Laphroaig Triple Wood.
Багато компаній використовують односолодове віскі, яке купують у декількох віскікурнях, і ці віскі поєднуються у «купажоване віскі».
Відповідно до Статуту шотландського віскі 2009 (SWR 2009) слово «купаж» з'являється лише (у контексті шотландського віскі) на пляшках віскі, які містять суміш ячмінного і неячмінного зернового віскі, але це вже не так. Згідно з термінологією, встановленою SWR 2009, термін «купажоване солодове шотландське віскі» (англ. blended malt Scotch whisky) замінив термін «vatted malt», щоб описати суміш шотландських віскі з одного солоду (солодове ячмінне віскі).
Лише близько 10 % шотландських віскі на ринку визначаються як односолодові. Інші 90 % були вироблені шляхом комбінування численних віскі, як правило, дві третини зернових віскі (без ячменю) та однієї третини солодового віскі з кількох або з численних віскікурень Шотландії. Отримані продукти маркують як «купажоване шотландське віскі» (англ. blended Scotch whisky), без слова «солодове». Майже 90 % шотландського віскі, що продається щороку, — купажованого типу. Тим не менш, у 2018 році односолодове шотландське віскі склало майже 28 % від сумарно експортованого з Шотландії віскі на суму 4,7 мільярдів фунтів стерлінгів віскі.
Для будь-якого шотландського віскі, як солодового, так і купажованого, на пляшці зазначається кількість років, які віскі витримувалося в бочках. Дуже мало віскі розливають з однієї бочки. Допускається змішування віскі з різною витримкою; при цьому на пляшці отриманої суміші вказують він лише «наймолодшого» віскі.

## Історія
Перегонка віскі проводилася в Шотландії століттями. Найдавніший письмовий запис про виробництво віскі в Шотландії з солодового ячменю — це запис у Казначейських рукописах 1494 року, в яких написано «Вісім чаш солоду ченцю Джону Кору, за розпорядженням короля, з метою виробництва aqua vitae.»
У наступні століття різні уряди Шотландії почали оподатковувати виробництво віскі, аж до того, що більша частина спиртного почала вироблялася незаконно. Однак у 1823 році Парламент ухвалив Закон про акцизи, зробивши комерційну перегонку законною та вигідною. Покарання накладалися на власників земельних ділянок, коли на їхніх об'єктах виявляли неліцензовані віскікурні. Фермер у долині Глен Лівет, Джордж Сміт, працюючий у поміщика герцога Гордона, був першою людиною в Шотландії, яка отримала ліцензію на віскікурню відповідно до нового закону, заснувавши згодом віскікурню The Glenlivet у 1824 році, яка стала виготовляти односолодове шотландське віскі.
У 1830-х роках Еней Коффі запатентував покращену версію перегонної колонки, спочатку створену Робертом Штейном, засновану на ранніх інноваціях сера Ентоні Пер'є. Цей новий метод виробництва віскі став набагато ефективніший за традиційні перегонні куби. Новий тип колонок дозволив безперервно переганяти віскі, без необхідності очищення після кожної партії. Цей процес зробив виробництво більш доступним, об'єднуючи декілька стадій перегонки в одну. Це різко збільшило виробництво віскі; проте воно було менш інтенсивним і дещо м'якішим, хоча і менш смачним.
Невдовзі продавці почали змішувати солодове віскі із зерновим віскі, виготовленим у перегонних колонках, зробивши перше купажоване шотландське віскі. Купажоване шотландське віскі виявився досить популярним, дешевшим у виробництві, ніж солодове, та виявилося більш ароматним та духм'яним, ніж зернове. Поєднання дозволило окремим виробникам солодового віскі розширити своє виробництво або продати свою продукцію іншим спиртзаводам, які виготовляли купажі. Після 1850-х років купажоване шотландське віскі стало набагато популярнішим, ніж односолодове віскі, яке з часом стало нішевим продуктом для цінителів.
У 2016 році лише 20 % шотландського віскі виробляли компанії, що належать до Шотландії. Власниками більшості віскікурень є лондонська компанія Diageo і французька компанія Pernod Ricard, тоді як японська компанія Suntory володіє віскікурнями Morrison-Bowmore. Незалежні віскікурні, які належать шотландським компаніям, також роблять значну кількість віскі, найбільша з яких William Grant & Sons. Grant виробляє 8 % усього віскі, зокрема такі бренди як Glenfiddich та Balvenie. Glenfiddich — найпродаваніше односолодове шотландське віскі у світі; приблизно 14 мільйонів пляшок продається щорічно.
Останнім часом односолодове віскі становить близько 26 % віскі, що експортується в інші країни; різні спиртні напої становлять близько 5 %, а решта — купажоване віскі. Основними імпортерами шотландського віскі є США (21 %), Франція (11 %) та Сінгапур (6 %).

### Економічні вигоди
Асоціація шотландського віскі підрахувала у 2019 році, що шотландська індустрія віскі створює 40.000 робочих місць. Внесок галузі в економіку Великої Британії був оцінений у 5,5 млрд фунтів стерлінгів у 2018 році; промисловість забезпечила Шотландії 3,8 млрд фунтів стерлінгів (валова додана вартість). Туризм пов'язаний із віскі також став значним і становить 68,3 млн фунтів стерлінгів на рік.
Один із фактор, що можливо негативно позначився на продажах, стало додаткове 3,9 % мито на спиртні напої, запроваджене Великою Британією у 2017 році. До 2020 року на експорт може вплинути ще один фактор: 25-відсоткове підвищення тарифів, встановлене США в жовтні 2019 року. Однак, до кінця 2017 року експорт становив рекордних 4,37 млрд фунтів стерлінгів, продемонструвавши зростання на 8,9 % порівняно з 2016 роком. З цього загального обсягу на експорт солодового шотландського віскі припадало 1,17 млрд фунтів стерлінгів, що на 14 % більше порівняно з 2016 роком.
Експорт у 2018 році знову збільшився, на 7,8 % у грошовому виразі, та 3,6 % у кількості пляшок, незважаючи на мито, введене у 2017 році; експорт виріс до рекордного рівня — 4,7 млрд фунтів стерлінгів. Однак, на той момент США ще не підвищили тарифи. Із загального експорту в 2018 році на односолодове віскі припадало 1,3 млрд фунтів стерлінгів.
Туризм пов'язаний із віскі також став досить суттєвою статтею доходів і становить 68,3 млн фунтів стерлінгів на рік. (Процентний внесок у цю галузь односолодових шотландських віскікурень не було визначено.) Туризм є важливим чинником для економіки та має велику цінність, особливо у віддалених сільських районах, за словами члена Парламенту Шотландії Фіони Гіслоп, секретаря Парламенту з питань культури, туризму та зовнішніх справ. «Уряд Шотландії зобов'язаний співпрацювати з такими партнерами, як Асоціація шотландського віскі, щоб збільшити нашу туристичну пропозицію та заохотити більше людей відвідувати наші віскікурні», — додала секретарка.

## Регіони виробництва

Географія шотландського віскі

Смак, аромат і посмак односолодового шоталандського віскі дуже відрізняються залежно від віскікурні. Шотландське односолодове віскі класифікують за наступними регіонами:
1. Islay - Айла, невеликий острів біля західного узбережжя Шотландії, має лише 25 миль завдовжки і 8 миль завширшки, але на ньому розташовано 10 шотландських віскікурень. Айла часто страждає від атлантичних штормів. Морські бризки проносяться над островом, просочуючи торф, який використовується для солодження ячменю, і потрапляють на склади, де дозрівають бочки з шотландським віскі, впливаючи таким чином на його смак і аромат. Деякі віскі з острова Айла різкі та потужні, з характерним присмаком морського повітря. Інші віскі, які знаходяться в більш захищеному місці і використовують менше торфу під час солодження, мають більш м'який, але все одно чітко впізнаваний характер.
2. Campbeltown - Кемпбелтаун місто на південному кінці мису Кінтайр на західній околиці Шотландії. У часи свого розквіту Кемпбелтаун був домівкою для більш ніж 30 шотландських віскікурень. Віскі з Кемпбелтауна мають міцний характер і солоний присмак моря.
3. Highland - Хайленд є географічно найбільшим регіоном виробництва шотландського віскі. Пересічений ландшафт, мінливий клімат і, в деяких випадках, прибережне розташування відображаються на характері його віскі, який охоплює широкі варіації. Віскі з Хайленду округлі, міцні та сухі за характером, з відтінком димності/торф'янистості. Віскі, вироблені поблизу моря, мають солонуватий присмак; на крайній півночі віскі відрізняються трав'янистим і злегка пряним характером; в той час як на більш захищеному сході і в середині регіону віскі мають більш фруктовий характер.
4. Speyside - Спейсайд, регіон, який межує з більшою частиною річки Спей на східній стороні Нагір'я, є домом для більшої кількості шотландських віскікурень, ніж будь-який інший регіон. Віскі цього регіону відзначається своєю елегантністю та складністю. Потоки води, що протікають через гранітні пагорби і торф'яні болота, додають вишуканої димчастості багатьом солодовим віскі, а трохи більш захищений характер місцевості надає особливої м'якості і делікатності їхньому характеру.
5. Lowland - Віскі з регіону Лоуленд виробляють на півдні Шотландії, позначеному на карті як територія на південь від лінії між Данді та Гріноком. Віскі з регіону Лоуленд різноманітні і набувають все більшої популярності, про що свідчить той факт, що за останнє десятиліття в регіоні спостерігається значне зростання кількості нових віскікурень.

## Дистилерії Шотландського односолодового віскі
Згідно данних Scotch Whisky Association (SWA) на 2024 в Шотландії зареєстровано 143 дистелерії шотландського односолодового віскі.
- Islay

1. ARDBEG
2. ARDNAHOE
3. BOWMORE
4. BRUICHLADDICH
5. BUNNAHABHAIN
6. CAOL ILA
7. KILCHOMAN
8. LAGAVULIN
9. LAPHROAIG
10. PORT ELLEN
- Campbeltown

11. GLEN SCOTIA
12. GLENGYLE
13. SPRINGBANK
- Highland

14. 8 DOORS
15. ABERFELDY
16. ARBIKIE
17. ARDMORE
18. ARDNAMURCHAN
19. ARDROSS
20. BALBLAIR
21. BEN NEVIS
22. BENBECULA
23. BLAIR ATHOL
24. BREWDOG DISTILLING CO DISTILLERY
25. BRORA
26. BURN O'BENNIE
27. CLYNELISH
28. DALMORE
29. DALWHINNIE
30. DEANSTON
31. DORNOCH
32. EDRADOUR
33. FETTERCAIRN
34. GLEN GARIOCH
35. GLEN ORD
36. GLENCADAM
37. GLENDRONACH
38. GLENGLASSAUGH
39. GLENGOYNE
40. GLENMORANGIE
41. GLENTURRET
42. GLENWYVIS
43. HIGHLAND PARK
44. ISLE OF ARRAN
45. ISLE OF HARRIS
46. ISLE OF JURA
47. ISLE OF RAASAY
48. ISLE OF TIREE
49. LAGG
50. LOCH LOMOND MALT
51. MACDUFF
52. NC'NEAN
53. NORTH POINT
54. OBAN
55. ORKNEY
56. PULTENEY
57. ROYAL BRACKLA
58. ROYAL LOCHNAGAR
59. SCAPA
60. STRATHEARN
61. TALISKER
62. TEANINICH
63. TOBERMORY
64. TOMATIN
65. TORABHAIG
66. TULLIBARDINE
67. UILE-BHEIST
68. WOLFBURN
- Speyside

69. ABERLOUR
70. ALLT A’BHAINNE
71. AUCHROISK
72. AULTMORE
73. BALLINDALLOCH
74. BALMENACH
75. BALVENIE
76. BENRIACH
77. BENRINNES
78. BENROMACH
79. BRAEVAL
80. CAIRN DISTILLERY
81. CARDHU
82. CRAGGANMORE
83. CRAIGELLACHIE
84. DAILUAINE
85. DALMUNACH
86. DUFFTOWN
87. DUNPHAIL
88. GLEN ELGIN
89. GLEN GRANT
90. GLEN KEITH
91. GLEN MORAY
92. GLEN SPEY
93. GLENALLACHIE
94. GLENBURGIE
95. GLENDULLAN
96. GLENFARCLAS
97. GLENFIDDICH
98. GLENLIVET
99. GLENLOSSIE
100. GLENROTHES
101. GLENTAUCHERS
102. INCHGOWER
103. KININVIE
104. KNOCKANDO
105. KNOCKDHU
106. LINKWOOD
107. LONGMORN
108. MACALLAN
109. MANNOCHMORE
110. MILTONDUFF
111. MORTLACH
112. ROSEISLE
113. SPEYBURN
114. SPEYSIDE
115. STRATHISLA
116. STRATHMILL
117. TAMDHU
118. TAMNAVULIN
119. TOMINTOUL
120. TORMORE
- Lowland

121. ABERARGIE
122. AILSA BAY
123. ANNANDALE
124. AUCHENTOSHAN
125. BLADNOCH
126. BONNINGTON DISTILLERY
127. BORDERS
128. CLYDESIDE
129. CRAFTY
130. DAFTMILL
131. EDEN MILL
132. FALKIRK DISTILLERY
133. GLASGOW DISTILLERY
134. GLENKINCHIE
135. HOLYROOD
136. INCHDAIRNIE
137. JACKTON
138. KINGSBARNS
139. LINDORES ABBEY
140. LOCHLEA
141. PORT OF LEITH
142. ROSEBANK
143. STIRLING

## Незалежні розливачі "Ботлери"
Незалежні розливники купують бочки з односолодовим віскі і або їх одразу розливають у пляшки, або зберігають для подальшого використання. Багато незалежних розливників, таких як магазини та торговці, розпочали купували віскі оптом і розливати для індивідуальних продажів. Багато віскікурень не розливають самостійно односолодове віскі, тому незалежні розливники — єдиний спосіб потрапити такому односолодовому віскі на ринок. Процес розливу, як правило, однаковий як у віскікурень, такі і у незалежних розливників, але останні, як правило, не мають доступу до джерела води віскікурні, тому для розведення віскі використовується інше джерело. Крім того, незалежні розливники, як правило, менше займаються підтриманням певного стилю, тому випускають більше віскі одного року та віскі, розлитих з однієї бочки.
До відомих незалежних розливачів належать Duncan Taylor, Master of Malt, Murray McDavid, Douglas Laing & Co, Signatory, Hart Brothers, Cadenhead's, і Blackadder.